# البارون دي سلان
ماك جوكان دي سلان (بالفرنسية: William Mac Guckin de Slane)‏ وشهرته البارُون دي سْلان (1216 - 1296 ه‍ / 1801 - 1879 م) هو مستشرق فرنسي، من أصل إيرلندي. تتلمذ على دي ساسي، ومن تلاميذه جان فرانسوا شامبليون.
من آثاره: نشر ديوان امرئ القيس، وتاريخ ابن خلدون. وفهرس المخطوطات الشرقية الموجودة في خزانة باريس الوطنية.